# Four Women
Four Women è un singolo della cantante jazz Nina Simone, uscito nell'aprile del 1966 come secondo estratto dell'undicesimo album dell'artista Wild Is the Wind, prodotto dalla Philips Records.

## Descrizione
Four Women è costruita su una melodia groove, accompagnata da pianoforte, flauto, chitarra elettrica e basso. La canzone aumenta gradualmente di intensità man mano che procede, e raggiunge il culmine durante la quarta e ultima sezione, con la Simone che suona il pianoforte in modo sempre più frenetico, per riflettere l'angoscia dei personaggi narrati nel testo.
Quando Nina Simone scrisse Four Women, nel 1965, volle realizzare un inno sia per il black power che per il femminismo, un atto d’accusa contro le immagini troppo semplificate e stereotipate con cui le donne nere venivano descritte nella cultura pop americana del tempo, nel cinema, nelle canzoni e in televisione. La rabbia della Simone volle combattere una cultura che presentando le donne nere come stereotipi finiva per renderle invisibili, ai margini della società.
Four Women racconta infatti la storia di quattro donne afroamericane, ognuna rappresentante uno dei tanti stereotipi contro i neri che circolavano all'epoca:
1. La prima delle quattro donne descritte nella canzone è "Aunt Sarah", un personaggio che rappresenta la schiavitù dei neri in America. Infatti Simone della donna sottolinea gli aspetti forti e resilienti, come la schiena "strong enough to take the pain/inflicted again and again" ("forte abbastanza da sopportare il dolore inflitto ancora e ancora") dai padroni;
2. La seconda donna è "Saffronia", una donna mulatta (nel testo dice "la mia pelle è gialla"), costretta a vivere "tra due mondi" e oppressa dalla prevaricazione perpetrata dai bianchi in posizioni di potere ("My father was rich and white/He forced my mother one night" "Mio padre era ricco e bianco/Una notte violentò mia madre").
3. La terza donna è una prostituta soprannominata da tutti "Sweet Thing", e che si sente trattata come un oggetto e usata sia dai neri che dai bianchi, per il piacere sessuale che ella offre ("Whose little girl am I?/Anyone who has money to buy" "Di chi sono la ragazza?/Di chiunque abbia soldi per comprarmi").
4. La quarta e ultima protagonista è una donna molto dura, stanca delle lunghe generazioni di oppressione e sofferenze sopportate, e perciò decisa a cambiare la sua condizione. Simone ne svela il nome solamente alla fine, con un urlo drammatico e di ribellione: "Il mio nome è Peaches!".

## Accoglienza

### Critica
La rivista settimanale americana The Village Voice definì il brano "un'analisi concisa ma impattante dell'eredità tutt'ora presente ella schiavitù, che ha reso le donne degli archetipi, più che degli esseri umani".
Nel 2022, American Songwriter ha inserito la canzone al settimo posto della sua lista delle "10 migliori canzoni di Nina Simone" mentre, nel 2023, il britannico The Guardian ha incluso la canzone nella sua lista delle "20 migliori canzoni di Nina Simone", ponendola alla sesta posizione.

## Nella cultura di massa
Della canzone sono state realizzate numerose cover, da artisti appartenenti a diversi generi musicali, come:
- Il gruppo blues rock britannico Black Cat Bones, nel suo album Barbed Wire Sandwich (1970)
- Il duo rap Reflection Eternal, nel suo primo album Train of Thought (2000);
- La cantante soul tedesca Joy Denalane, nel suo album di debutto Mamani (2002);
- Il gruppo sperimentale Xiu Xiu, nel suo album tributo a Nina Simone Nina (2013);
- La musicista giamaicana reggae Queen Ifrica (2021).

Inoltre la canzone è presente nella colonna sonora del film del 1990 Without You I'm Nothing, nel film del 2010 For Colored Girls, nonché nello show Black Girls Rock!.
La canzone è stata inoltre adattata dalla regista Julie Dash nel suo cortometraggio, intitolato appunto Four Women.
La canzone è stata infine campionata del grande rapper Jay-Z per la sua canzone The Story of OJ, contenuta nell'album 4:44, del 2017, contenente anch'esso temi come l'ingiustizia e la sofferenza dei neri nel mondo moderno.